# Лускар сизий
Лускар сизий (Cyanoloxia cyanoides) — вид горобцеподібних птахів родини кардиналових (Cardinalidae).

## Поширення
Вид поширений в Центральній Америці та на північному заході Південної Америки від півдня Мексики до північно-західної частини Перу. Населяє густі тропічні дощові ліси.

## Опис
Дрібний птах, завдовжки до 15 см. Самці темно-сині зі світлими блакитними бровами та плямами на плечах і крилах. Лоб, область трохи вище дзьоба, також має світліший відтінок синього. Самиці мають темно-коричневе оперення, яке може мати легкий червонуватий відтінок.

## Спосіб життя
Птах живиться насінням, фруктами і комахами. Сезон розмноження припадає на весняні та літні місяці, однак пік відрізняється між популяціями, розташованими в різних регіонах. У кладці 2 яйця.